# Carmen Barth
Carmen  R. Barth (ur. 13 września 1912 w Cleveland, zm. 17 września 1985 w Lorain) – amerykański bokser, złoty medalista letnich igrzysk olimpijskich w 1932  w Los Angeles w kategorii średniej. W walce o złoto pokonał Amado Azara z Argentyny.